# Ernst Frandsen
Ernst Frandsen, född 30 januari 1894 i Landsgrav, död 26 februari 1952 i Stockholm, var en dansk litteraturhistoriker.
Ernst Frandsen blev filosofie doktor 1927, adjunkt vid Frederiksbergs gymnasium 1923, docent i nordisk litteratur vid universitetet i Aarhus och professor där 1934. Han ägnade sig främst åt äldre litteratur, särskilt visdiktningen, men behandlade även modern litteratur. Bland hans verk märks Mariaviserne (1926), Ludvig Holstein (1930), Hans Christensen Sthen, Studier i det 16. Aarhundredes danske Litteratur (1932), Folkevisen, Studier i Middelalderens poetiske Litteratur (1935), Johannes Ewald (1939) och Aargangen der maatte snuble i Starten (1943), en analys av dansk mellankrigslitteratur. Frandsen utgav även 1950 en monografi över Sophus Claussen.